# Gyronotus glabrosus
Gyronotus glabrosus là một loài bọ cánh cứng trong họ Bọ hung (Scarabaeidae).